# Eduardo Rubio Funes
Eduardo Rubio Funes (m. 1939) va ser un militar espanyol.
Originari del Puerto de Santa María, de ben jove va ingressar a l'exèrcit i va arribar a participar en la guerra del Marroc, on va resultar ferit. Durant la Segona República va prestar servei al Cos de Seguretat i Assalt a Alacant. El juliol del 1936, a l'esclat de Guerra civil, Rubio era el cap de la Guàrdia d'Assalt a Alacant. Home lleial a la República, el seu paper va ser crucial en el fracàs de la revolta militar en la capital alacantina. Ja iniciada la contesa va exercir labors contra elements «facciosos» i de la cinquena columna. Amb posterioritat va combatre en el front de Guadalajara, on arribaria a manar la 71a Brigada Mixta.
Al final de la contesa va ser capturat pels franquistes. Va ser jutjat i condemnat a mort, sent afusellat el 17 de maig de 1939 a Alacant.